# Galerina venenata
Galerina venenata är en svampart som beskrevs av A.H. Sm. 1953. Galerina venenata ingår i släktet Galerina och familjen Strophariaceae.   Inga underarter finns listade i Catalogue of Life.